# 마쓰다이라 나가쓰네
마쓰다이라 나가쓰네(일본어: 松平長恒, 1716년 4월 23일 ~ 1779년 5월 6일)는 일본 에도 시대의 다이묘로, 가미노야마번의 2대 번주이다. 선대 번주인 마쓰다이라 노부미치의 둘째 아들로 태어났으며, 어릴적 이름은 가쓰치요(勝千代)이며, 통칭은 간쿠로(勘九郎)이다.
교호 7년(1722년), 아버지가 사망함에 따라 가문을 계승하여 번주가 되었다. 하지만 태생적으로 병약하여 정무를 볼 수 없었기 때문에 교호 17년(1732년) 12월 12일에 후지이 마쓰다이라가의 방계인 이가노카미류에서 받아들인 양자 마쓰다이라 노부마사에게 번주직을 물려주고 은거하였다. 이후 안에이 8년(1779년)에 64세의 나이로 사망하였다고 하는데, 병약함에도 불구하고 후대 번주 노부마사보다 18년이나 오래 산 것이 의문점으로 남았다. 혹자는 나가쓰네가 교호 13년(1728년)에 이미 사망했고 가신단이 그의 가게무샤를 내세웠다고도 주장한다.